# پرچم‌های کردی
پرچم کردستان پرچم کُرد‌ها است که اشاره به پرچم کنونی اقلیم کردستان عراق دارد و توسط انجمن قیام کردستان در سال ۱۹۲۰ ایجاد شد. بعدها، در انواع مختلف به عنوان پرچم ملی دولت‌های مختلف کردی از جمله جمهوری آرارات، جمهوری مهاباد و اخیراً توسط اقلیم کردستان در سال ۱۹۹۲ پذیرفته شد. علاوه بر این، در پادشاهی کردستان از پرچم هلالی استفاده میبرد که آن هم یک پرچم کردی محسوب می‌شد.

مجلهٔ هاوار و پرچم کردستان، ۱۹۳۲ میلادی (دارای ۱۸ پرتوی خورشید).

## تاریخچه
در اکتبر ۱۹۱۸، نزدیک به پایان جنگ جهانی اول، شیخ محمود برزنجی از امپراتوری عثمانی جدا شد و دولت کردستان را تأسیس کرد. از آنجایی که در ابتدا تابع بریتانیا بود، این دولت تا زمان شورش در ماه مه ۱۹۱۹، پرچم بریتانیا را به اهتزاز درآورد.

### پرچم هلالی
در ماه مه ۱۹۱۹، دولت کردستان، علیه امپراتوری بریتانیا شورش کرد و پرچم هلالی را به تصویب رساند. امپراتوری بریتانیا در ژوئن ۱۹۱۹ دولت کردستان را فتح کرد.
پس از تأسیس پادشاهی کردستان در سال ۱۹۲۱، پرچم هلالی دوباره توسط شیخ محمود برزنجی در سلیمانیه برافراشته شد. به گفته مورخ رفیق حلمی، پادشاهی کردستان پرچم هلالی را به عنوان پرچم ملی کردها در نظر گرفت. او نوشت: «جلسه بزرگی در خانه شیخ قادر، رئیس مجلس ملی، برگزار شد و با اجازه رسمی، پرچم رسمی کردستان برافراشته شد. در روز جلسه، حدود ۱۰۰۰۰ نفر در مقابل مسجد جامع جمع شدند.»
| دومین پرچم دولت کردستان (در جریان شورش ضد بریتانیایی ۱۹۱۹) همچنین پرچم پادشاهی کردستان (۱۹۲۱-۱۹۲۵). |

### خویبون
این پرچم در سال ۱۹۲۰ توسط انجمن قیام کردستان ایجاد شد. اندکی پس از آن، توسط حزب ملی‌گرای خویبون مورد استفاده قرار گرفت که این پرچم را در طول شورش آرارات بر فراز شهر آغری برافراشت. قدری جمیل پاشا در خاطرات خود میگوید: انجمن قیام کردستان رنگ‌ها و شکل پرچم سازمان ملی‌گرای کُرد خویبون را تعیین کرد و پرچم کردستان از سه رنگ تشکیل شده است: «بالای آن قرمز، درون آن سفید و پایین آن سبز است. و در وسط آن، روی سفیدی، خورشید قرار دارد.»
در سال ۱۹۲۵، در جریان محاکمه سیاستمداران در ترکیه، آنها ابراز نمودند که پرچم عثمانی مرده است و پرچم کردستان مانند خورشید خواهد درخشید.
جمهوری آرارات به رهبری کمیته مرکزی سازمان خویبون و در جریان شورش کردها، در ۲۸ اکتبر ۱۹۲۷یا ۱۹۲۸، در جنوب شرقی ترکیه اعلام استقلال کرد. اما تحت فشار ترکیه، امپراتوری بریتانیا و فرانسه محدودیت‌هایی را در مورد فعالیت اعضای حزب خویبون اعمال کردند. ارتش ترکیه در سپتامبر ۱۹۳۰ جمهوری آرارات را درهم شکست.
| جلد سازمان سیاسی ملی‌گرای کرد خویبون |

### جمهوری مهاباد
پیش از اعلام استقلال جمهوری مهاباد از ایران در سال ۱۹۴۶، رهبران کرد در ایران از حزب دموکرات کردستان ایران (حدکا) با حمایت کردهای عراق، پرچمی را برای استفاده به عنوان پرچم ملی جمهوری مهاباد آماده کرده بودند. پرچم آماده شده توسط حزب دموکرات کردستان ایران تغییر داده و تأیید شد و در ۱۷ دسامبر ۱۹۴۵ آن را در دفتر رسمی دولت ایران در مهاباد برافراشتند. هنگامی که جمهوری در ۲۲ ژانویه ۱۹۴۶ اعلام استقلال کرد، پرچم در میدان اصلی شهر در حالی که سرود ای رقیب خوانده می‌شد، برافراشته شد. قاضی محمد رئیس جمهور جمهوری مهاباد در سخنرانی خود پرچم را «پرچم کردستان» اعلام کرد و این پرچم در تمام شهر‌های تحت کنترل برافراشته شد. چند روز قبل از فروپاشی جمهوری، قاضی محمد پرچم روی میز خود را به مصطفی بارزانی، رهبر حزب دموکرات کردستان، که پس از شورش بارزانی‌ها در سال ۱۹۴۳ به مهاباد گریخته بود، تحویل داد.
|  |  |

## نمادگرایی
پرچم کردستان مهمترین نماد هویت منسجم کردی است. از زمانی که برای اولین بار در سال ۱۹۴۶ برای نشان دادن کردستان مستقل (به نام جمهوری مهاباد و تأسیس شده در خاک ایران) برافراشته شد، به نمادی به هویت ملی کُرد‌ها تبدیل شده است.
مشخصه اصلی این پرچم، نشان خورشید طلایی فروزان (به کردی: رۆژ) در مرکز آن است. این خورشید دارای ۲۱ پرتو با شکل و اندازه یکسان است.
نماد رنگ‌ها عبارت است از:
| رنگ                                  | معنی                                                  |
| ------------------------------------ | ----------------------------------------------------- |
| قرمز RGB: (235,35,35) HEX: #ED2024   | نمادی از خون شهیدان و مبارزه مستمر برای آزادی و کرامت |
| سبز RGB: (39,138,65) HEX: #278E43    | بیانگر زیبایی‌ها و مناظر کردستان، زندگی و سرزندگی      |
| زرد RGB: (250,185,20) HEX: #FEBD11   | اشاره به خورشید کرد (دارای ۲۱پرتو)                    |
| سفید RGB: (255,255,255) HEX: #FFFFFF | صلح و برابری                                          |

در پاییز سال ۲۰۰۶، رهبر اقلیم کردستان عراق به مقامات کرد دستور داد که طبق ماده شماره ۶۰ «برافراشته کردن پرچم کردستان عراق» از برافراشتن پرچم عراق خودداری کنند. مسعود بارزانی دستور داد که پرچم بعثی‌ها پایین کشیده شود و همه مناطق کردستان عراق «فقط پرچم کردستان عراق برافراشته کنند» زیرا نمادهای بعثی‌ها با نسل‌کشی انفال که در آن ۱۸۰۰۰۰ نفر کشته شدند، مرتبط بود. هنگامی که نماد‌های بعثی در سال ۲۰۰۸ از پرچم عراق برداشته شد، دولت اقلیم کردستان پرچم عراق را در کنار پرچم کردستان برافراشت. برافراشتن پرچم عراق در کنار پرچم کردستان نمادی از پذیرش فدرالیسم عراق توسط آنهاست.

## سازگاری مدرن با استانداردهای بین المللی پرچم
این پرچم در طول دهه ۱۹۹۰ در رسانه‌های کردی از جمله مد‌ تی‌وی، کوردسات و کردستان تی‌وی و شبکه‌های وابسته به آنها پخش می‌شد و این پرچم مرتباً در برنامه‌های آنها وجود داشت و به این ترتیب به نمادی از دولت‌خواهی کردی تبدیل شد.

## روز پرچم اقلیم کردستان
از سال ۱۹۹۳، روز پرچم کردستان در ۱۷ دسامبر جشن گرفته می‌شود.
|  |

## دیگر پرچم‌های کردی

پرچم پادشاهی کردستان
پرچم امپراطوری ایوبیان
پرچم جمهوری مهاباد
پرچم امارت سوران
پرچم خودمدیریتی دموکراتیک شمال و شرق سوریه (روژاو) که از سال ۲۰۱۲ به تصویب رسید.[۳۴][۳۵]
پرچم سازمان سیاسی ملی‌گرای کُرد خویبون و استفاده شده در جمهوری آرارات (اولین طرح پرچم کردستان امروزی در سال ۱۹۲۰)[۳۶]
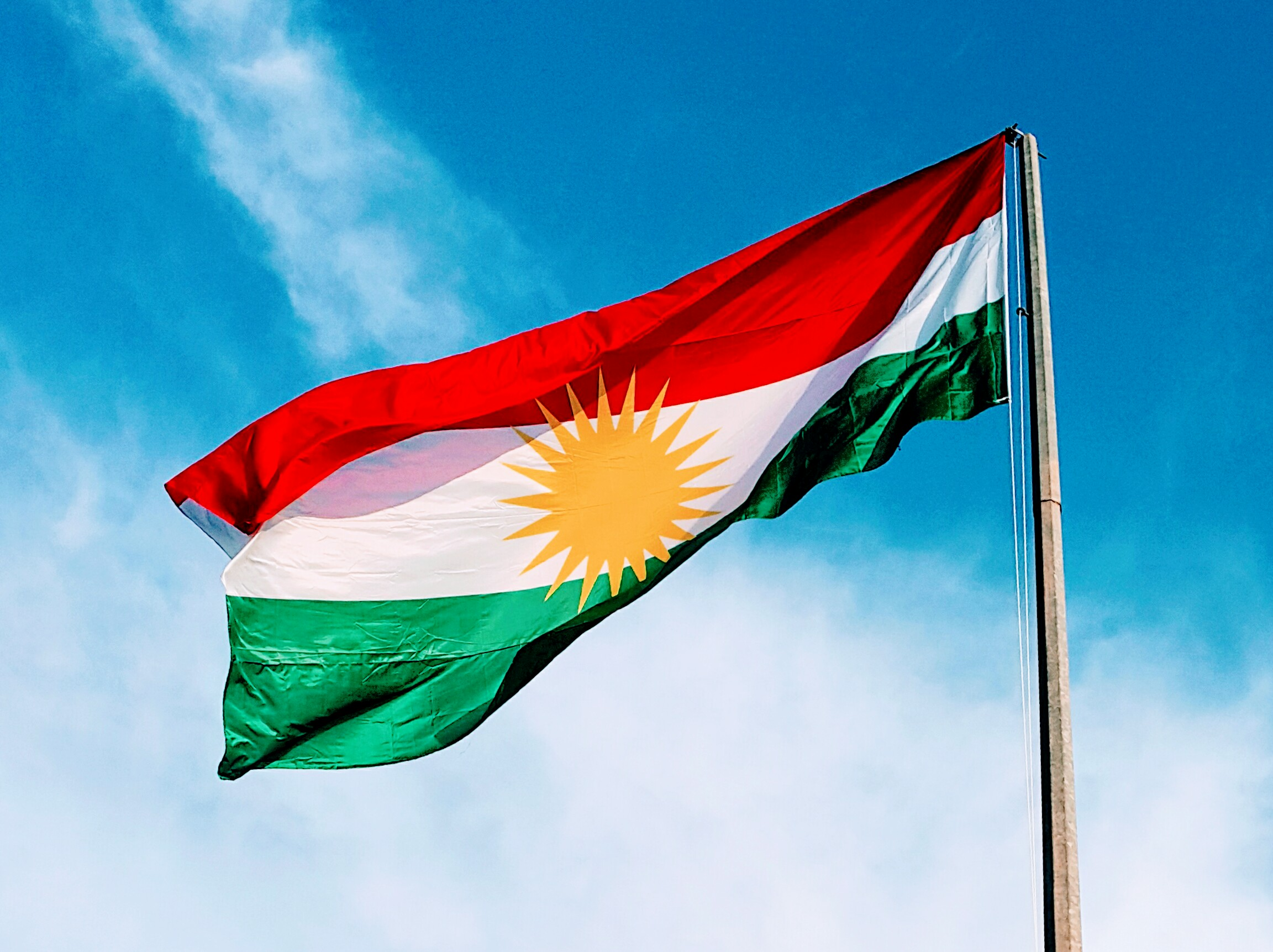
پرچم اقلیم کردستان عراق